# Ye Qiuyu
Dit is een Chinese naam; de familienaam is Ye.
Ye Qiuyu (Chinees: 叶秋语) (29 november 1997) is een tennisspeelster uit China. Zij begon op achtjarige leeftijd met tennis. Haar favoriete ondergrond is hardcourt. Zij speelt rechtshandig en heeft een tweehandige backhand.
In 2014 speelde zij samen met de Japanner Jumpei Yamasaki in de finale van het Olympisch Jeugd-zomertoernooi op het gemengd dubbelspel, waar zij verloren van Jil Teichmann en Jan Zieliński.
In 2015 speelde zij op het Australian Open haar eerste grandslamtoernooi, door uit te komen in het vrouwendubbelspeltoernooi, samen met landgenote Yang Zhaoxuan. 
Zij stond in 2017 voor het eerst in een WTA-finale, op het toernooi van Dalian, samen met landgenote Guo Hanyu – zij verloren van het eveneens Chinese koppel Lu Jingjing en You Xiaodi.

## Posities op deWTA-ranglijst
Positie per einde seizoen:
| jaar | rang enkelspel | rang dubbelspel |
| ---- | -------------- | --------------- |
| 2013 | –              | 412             |
| 2014 | 819            | 669             |
| 2015 | 591            | 224             |
| 2016 | 835            | 461             |

## Resultaten grandslamtoernooien
| Legenda | Legenda                          |
| ------- | -------------------------------- |
| g.t.    | geen toernooi gehouden           |
| l.c.    | lagere categorie                 |
| –       | niet deelgenomen                 |
| G       | uitgeschakeld in de groepsfase   |
| 1R      | uitgeschakeld in de eerste ronde |
| 2R      | uitgeschakeld in de tweede ronde |
| 3R      | uitgeschakeld in de derde ronde  |
| 4R      | uitgeschakeld in de vierde ronde |
| KF      | uitgeschakeld in de kwartfinale  |
| HF      | uitgeschakeld in de halve finale |
| F       | de finale verloren               |
| W       | het toernooi gewonnen            |
| w-v     | winst/verlies-balans             |

### Vrouwendubbelspel
| Toernooi        | 2015 |
| --------------- | ---- |
| Australian Open | 1R   |
| Roland Garros   | –    |
| Wimbledon       | –    |
| US Open         | –    |

## Palmares
| Legenda                 |
| ----------------------- |
| Grandslamtoernooi       |
| Olympische Spelen       |
| Year-End Championships  |
| Premier Mandatory       |
| Premier Five / WTA 1000 |
| Premier / WTA 500       |
| International / WTA 250 |
| Challenger / WTA 125    |

### WTA-finaleplaatsen enkelspel
geen

### WTA-finaleplaatsen vrouwendubbelspel
| nr.              | finale     | toernooi   | ondergrond | partner   | tegenstandsters        | score            |         |
| ---------------- | ---------- | ---------- | ---------- | --------- | ---------------------- | ---------------- | ------- |
| gewonnen finales |            |            |            |           |                        |                  |         |
| geen             |            |            |            |           |                        |                  |         |
| verloren finales |            |            |            |           |                        |                  |         |
| 1.               | 2017-09-10 | WTA Dalian | hardcourt  | Guo Hanyu | Lu Jingjing You Xiaodi | 6-7, 6-4, [5-10] | details |